# Strumigenys stemonixys
Strumigenys stemonixys är en myrart som beskrevs av Brown 1971. Strumigenys stemonixys ingår i släktet Strumigenys och familjen myror. Inga underarter finns listade i Catalogue of Life.

## Bildgalleri

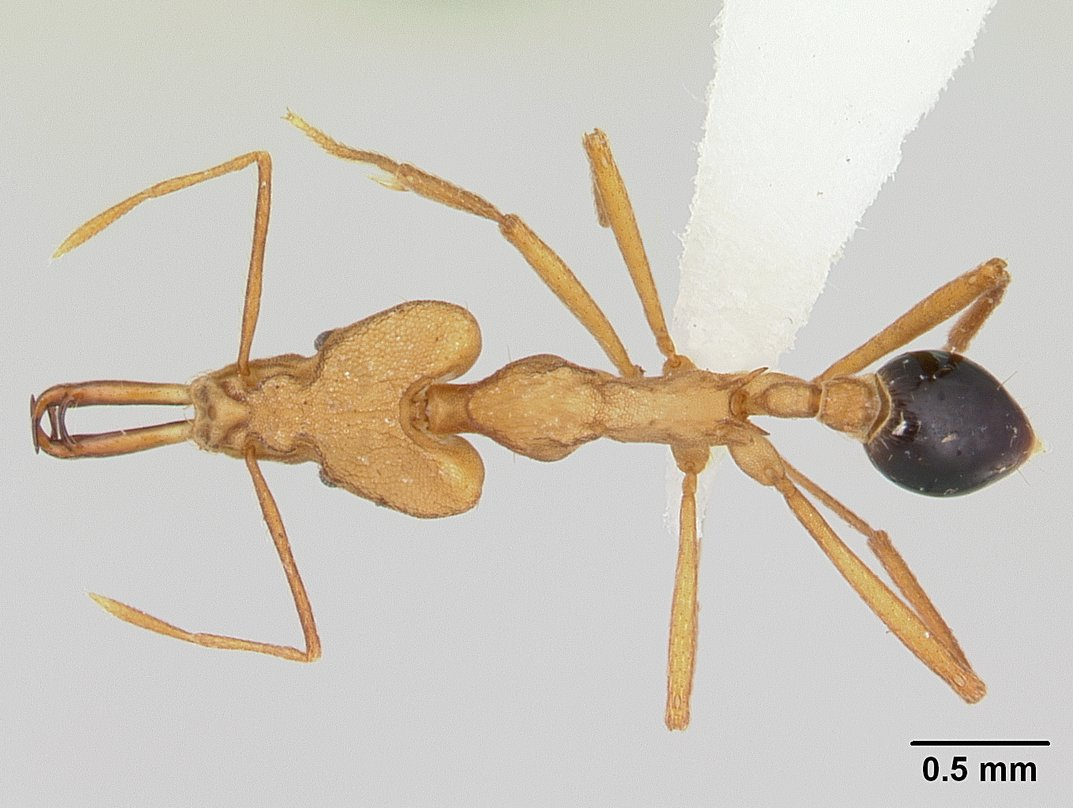
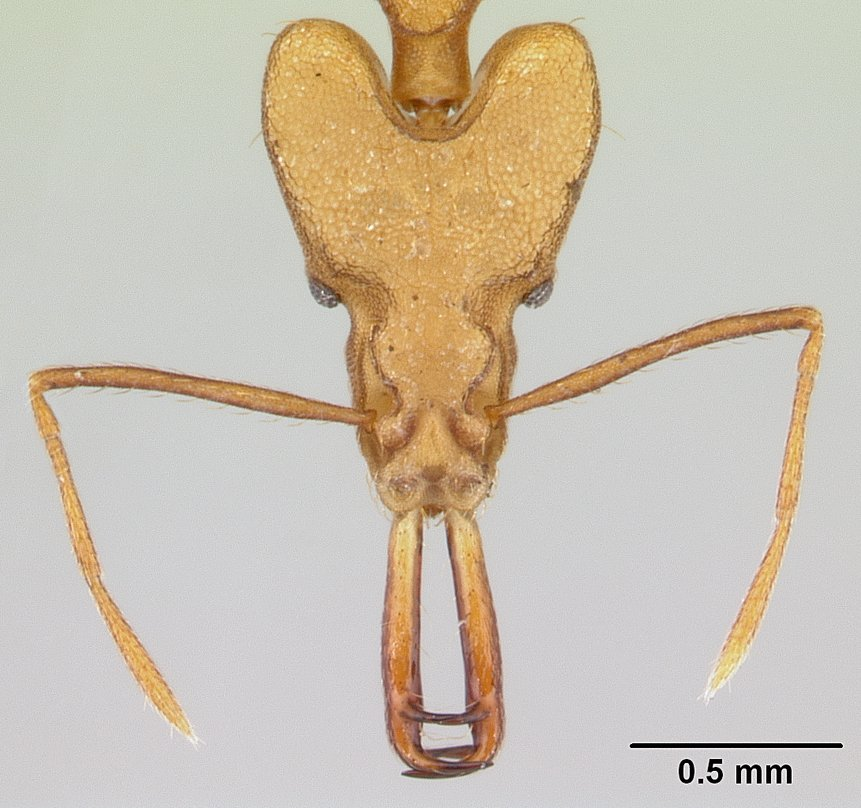
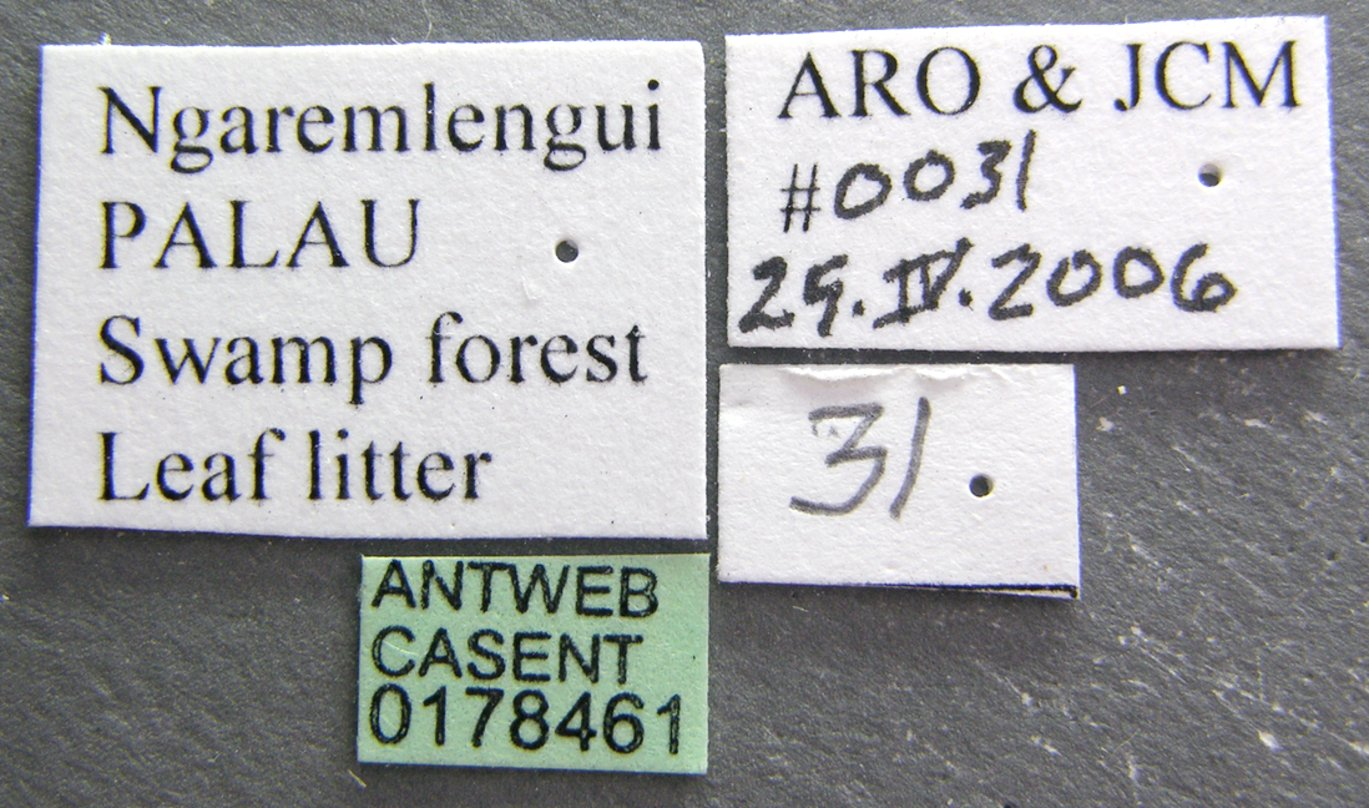
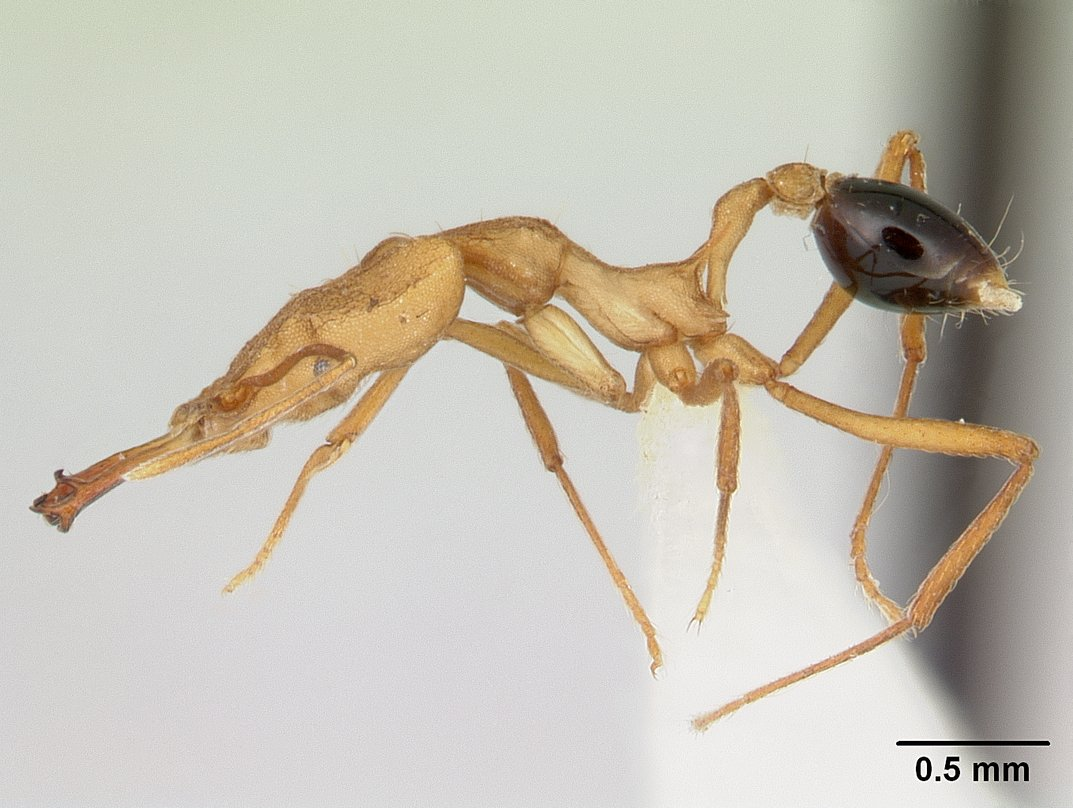